# Salpeterbruken Humberstone och Santa Laura
Salpeterbruken Humberstone och Santa Laura är två före detta salpeterbruk i norra Chile. De blev ett världsarv 2005.

## Geografi
Humberstone salpeterbruk och Santa Laura salpeterbruk ligger inte långt från varandra, cirka 48 km öster om staden Iquique i Atacamaöknen i regionen Tarapacá i norra Chile. Andra salpeterbruk eller "nitratstäder" i regionen är exempelvis Chacabuco, Maria Elena, Pedro de Valdivia, Puelma och Aguas Santas. Chacabuco är ett specialfall eftersom den också användes som koncentrationsläger under Pinochets regim och än idag är omgiven av glömda landminor.

## Historia
1872 grundade Guillermo Wendell Nitrate Extraction Company salpeterbruket Santa Laura, då regionen ännu var en del av Peru. Samma år grundade James Thomas Humberstone "Peru Nitrate Company", och grundade bruket "La Palma". Båda salpeterbruken växte snabbt och blev småstäder som kännetecknades av vackra byggnader i engelsk stil.
Medan La Palma blev ett av de största salpeterbruken i regionen, gick inte Santa Laura särskilt väl.  Produktionen i Santa Laura förblev låg. Anläggningen togs över 1902 av Tamarugal Nitrate Company. 1913 lades Santa Lauras produktion ned till dess Shanks utvinningsprocess introducerades vilket förbättrade produktiviteten.
Den ekonomiska modellen kollapsade under Stora depressionen 1929 på grund av tyskarna Fritz Habers och Carl Boschs utveckling av syntetisering av ammoniak, vilket ledde till en industriell produktion av gödningsmedel. Nära konkursen, togs båda bruken över av COSATAN (Compañía Salitrera de Tarapacá y Antofagasta) 1934. COSATAN bytte namn på La Palma och gav bruket namnet "Oficina Santiago Humberstone" till minne av dess grundare. Företaget försökte sedan producera en konkurrenskraftig naturlig salpeter genom att modernisera Humberstone, vilket ledde till att det blev det mest framgångsrika salpeterbruket 1940.
Båda bruken lades ned 1960 efter den kraftiga nedgång som gjorde att COSATAN upphörde 1958. Efter att blivit spökstäder fick de 1970 status som nationalmonument och öppnades för turism. 2005 blev de ett världsarv.

## Bildgalleri

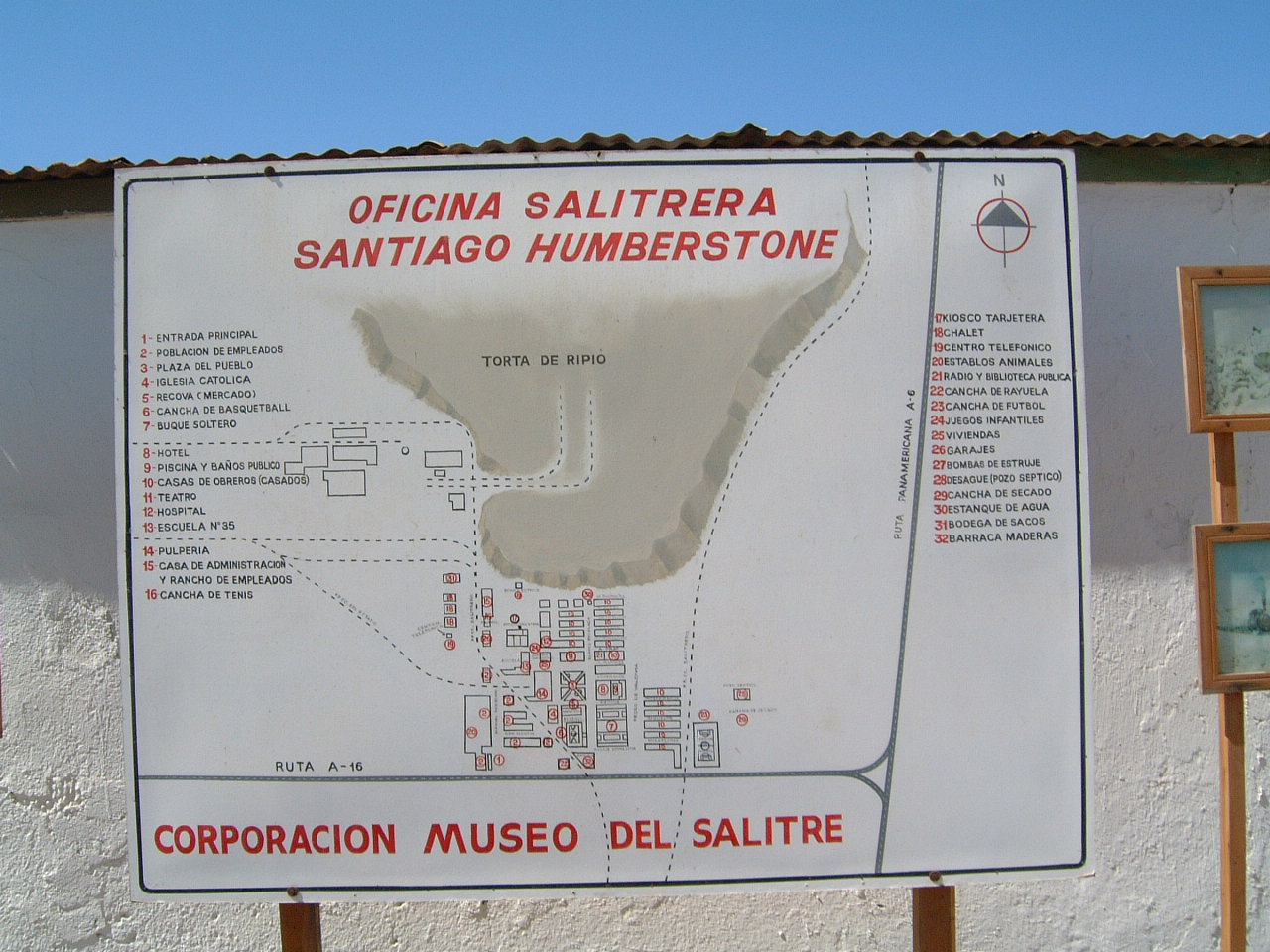
Entrén till Humberstone
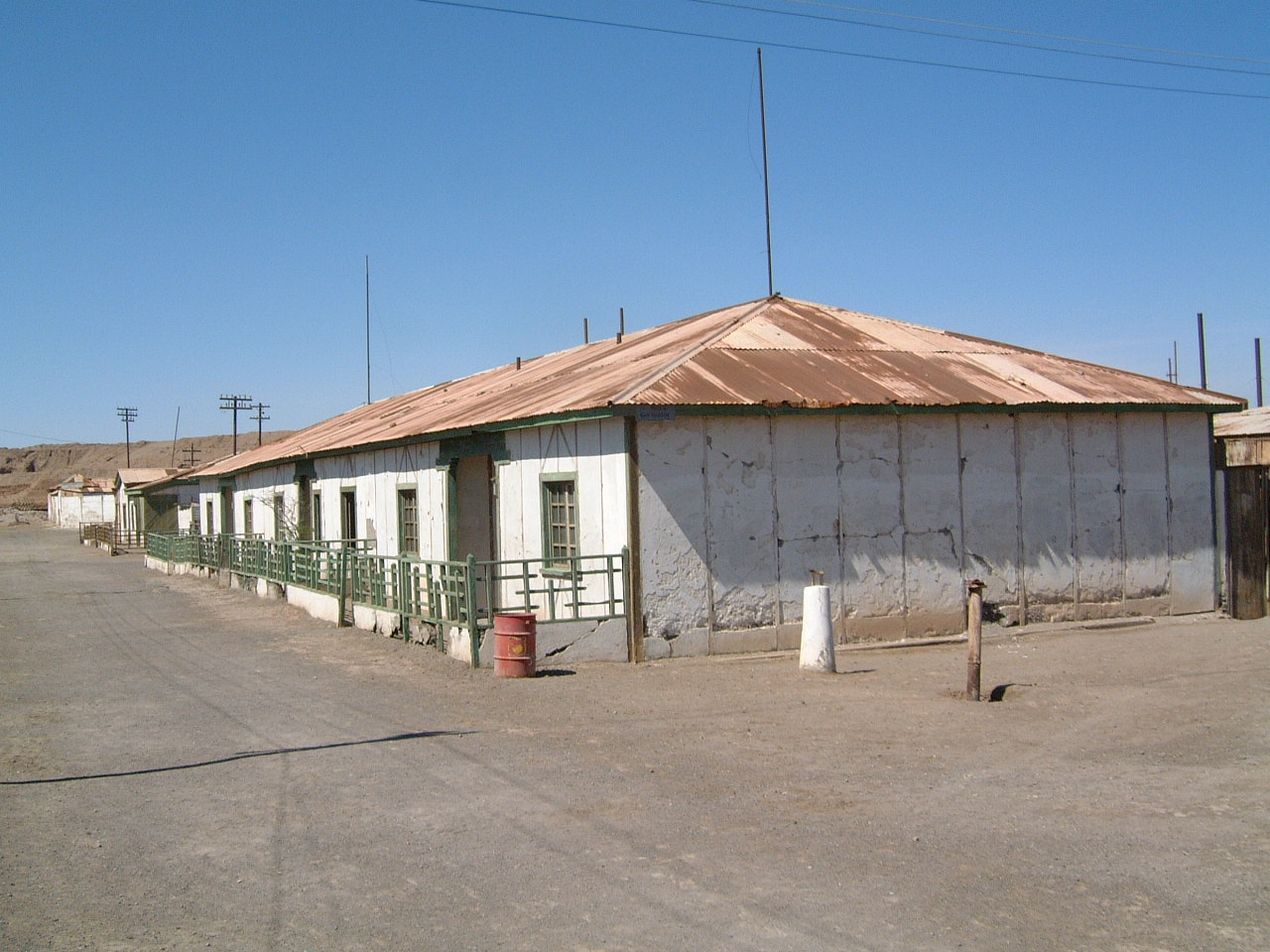
Arbetarbostäder
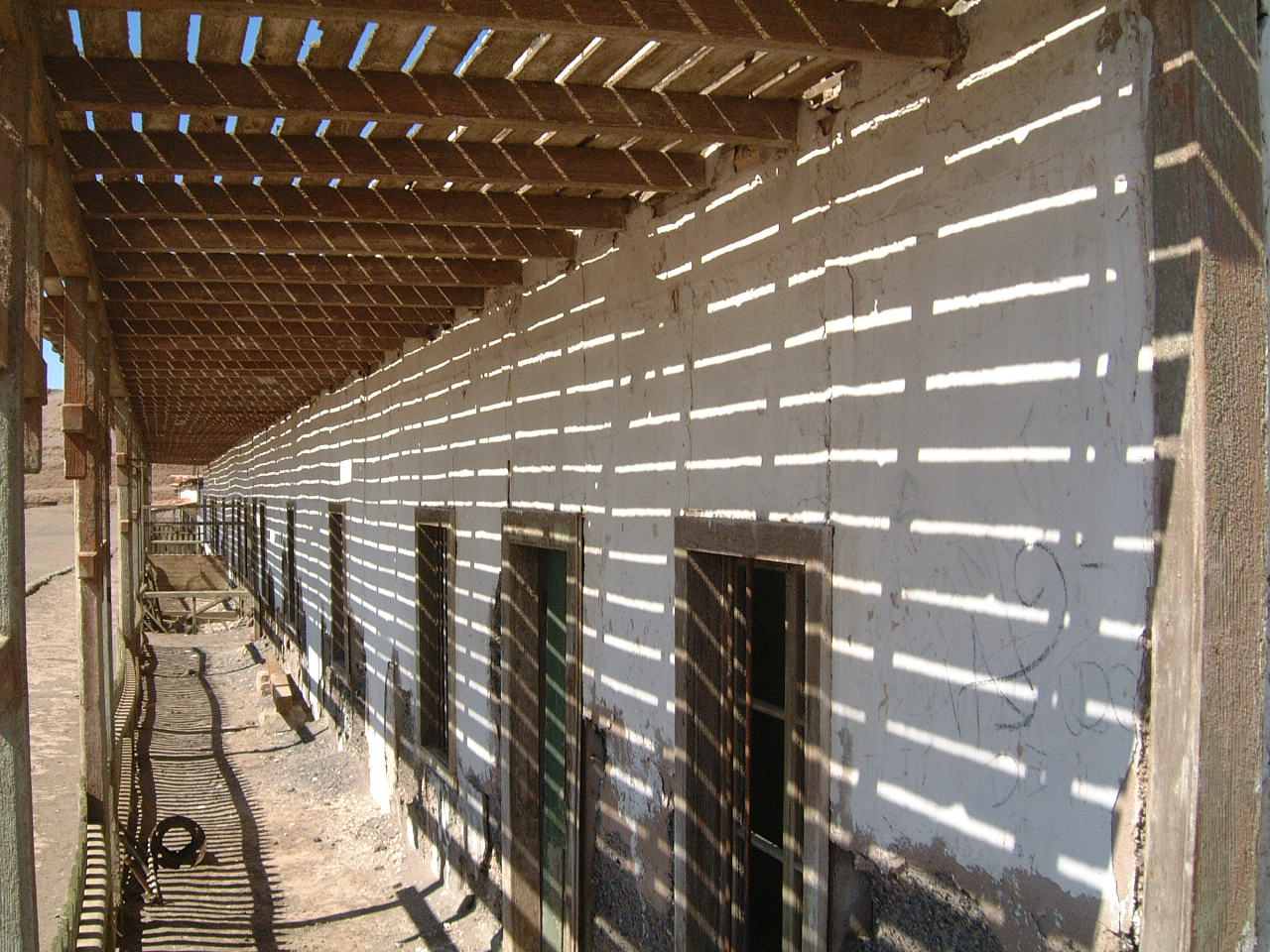
Arbetarbostäder
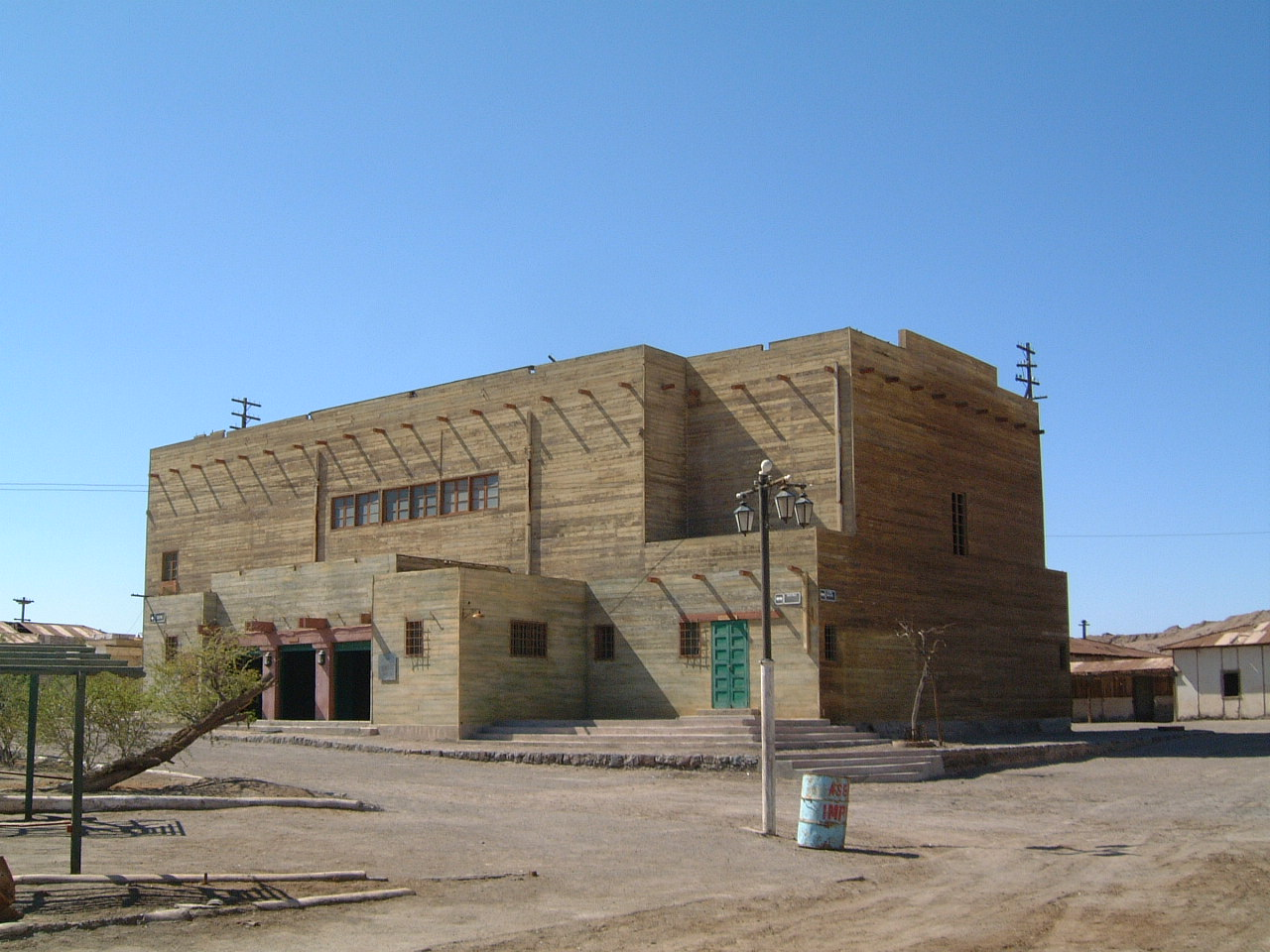
Teater
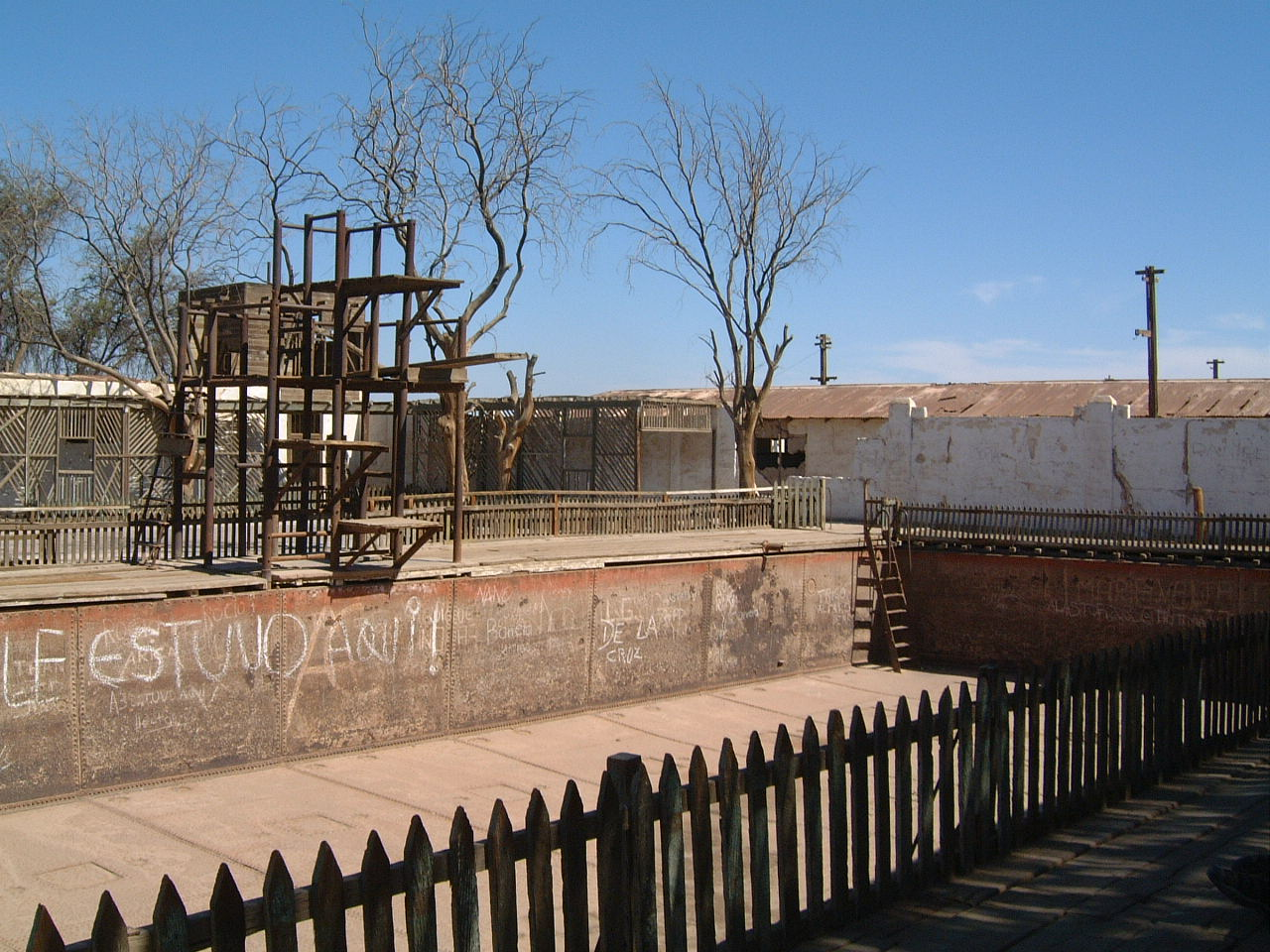
Simbassäng
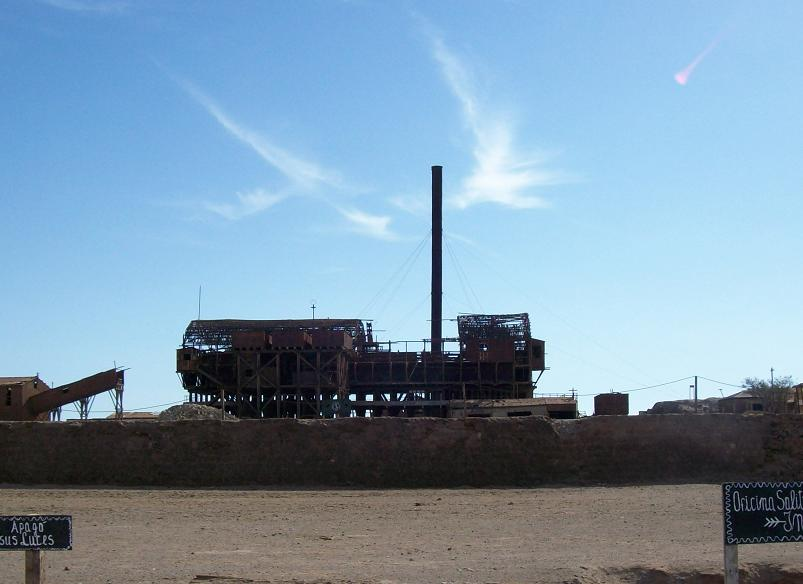
Fabriksanläggning på Santa Laura